# Dolf Breetvelt
Beeldend kunstenaar Dolf Breetvelt (Delft, 31 december 1892 – Amstelveen, 20 mei 1975, officiële voornaam: Adolf, vandaar signaturen als ABr en A.Breetvelt) was de oudste zoon van plateelschilder Henri Breetvelt. Aan de Koninklijke Academie van Beeldende Kunsten in Den Haag behaalde hij in 1913 de akte tekenen M.O.
In 1920 ging hij naar Nederlands-Indië en werd tekenleraar in Batavia, Soerabaja en Djokjakarta. In zijn vrije tijd schilderde hij, vooral op Bali. Hij volgde de nieuwe Europese kunststromingen op de voet: realisme, expressionisme, surrealisme en Nieuwe Zakelijkheid zijn achtereenvolgens in zijn werk uit deze periode aan te wijzen. Hij werd tot de toonaangevende moderne schilders in Indië gerekend, in één adem met Piet Ouborg, Jan Frank Niemantsverdriet en Walter Spies.
Breetvelt werd in 1937 vervroegd gepensioneerd en keerde naar Nederland terug. Vanaf 1938 woonde hij in Amsterdam. In 1948 leerde hij de kunstenares Corina Smit (1918-2003) kennen, met wie hij een dochter kreeg. In 1949 exposeerde hij voor het eerst volledig abstract werk. In datzelfde jaar sloot hij zich aan bij de abstract schilderende kunstenaarsgroep Vrij Beelden, die in 1955 opging in de Liga Nieuw Beelden. Aan hun jaarlijkse groepstentoonstellingen deed hij bijna altijd mee, eerst in het Amsterdamse Museum Fodor, later in de nieuwe vleugel van het Stedelijk Museum Amsterdam. Naast olieverfschilderijen maakte hij vooral gouaches. In 1951 ging Breetvelt ook abstracte beelden maken. Hij werkte daaraan op het atelier van zijn kunstenaars-vriend Hans Ittmann.
In de Amsterdamse kunstwereld was Dolf Breetvelt een bekende verschijning. Jarenlang, van 1952 tot 1969, heeft hij in de Commissie gezeten die het ingezonden werk beoordeelde voor de Beeldende Kunstenaars Regeling. In 1963 kreeg Breetvelt een eenmanstentoonstelling in Museum Fodor en in 2008 in Museum Nusantara, Delft.